# Ivar Wickman

Ivar Wickman

Otto Ivar Wickman (* 10. Juli 1872 in Lund; † 20. April 1914 in Saltsjöbaden) war ein schwedischer Mediziner, der wichtige Beiträge zur Erforschung der Poliomyelitis (Kinderlähmung) leistete.

## Leben

### Ausbildung und Karriere

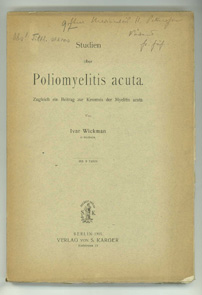
Titelbild der Dissertation Wickmans

Der Sohn eines Kaufmanns schrieb sich 1890 zunächst an der Universität Lund ein, legte sein medizinisches Lizenziatsexamen aber 1901 am renommierten Karolinska-Institut in Solna bei Stockholm ab. 1905 veröffentlichte Wickman seine auf Deutsch verfasste Dissertation über die Poliomyelitis acuta, 1906 war seine Promotion abgeschlossen. Er erfüllte damit die Voraussetzungen, um fortan als Privatdozent am Karolinska-Institut wirken zu können, außerdem arbeitete er von 1907 bis 1909 als Distriktsarzt im Bezirk Östermalm in Stockholm. Als Schüler des von ihm hochverehrten Kinderarztes Karl Oskar Medin beschäftigte er sich vorrangig mit der Erforschung der Kinderlähmung (Poliomyelitis). Neben seiner Dissertation gilt vor allem seine 1907 publizierte Studie Beiträge zur Kenntnis der Heine-Medin’schen Krankheit als bahnbrechend. Auch auf dem Gebiet der Neurologie verfasste er mehrere Aufsätze.
Nach 1909 hielt sich Wickman überwiegend im Ausland auf. Er arbeitete unter anderem am Pathologisch-Anatomischen Institut in Helsinki und betrieb psychiatrische Studien in Paris. In seinen letzten Jahren lebte er unter teilweise großen finanziellen Problemen in Breslau und Straßburg, wo er jeweils dem Mitbegründer der modernen Kinderheilkunde, Professor Adalbert Czerny, assistierte. Im Alter von 41 Jahren nahm er sich mit einem Pistolenschuss ins Herz das Leben.

### Bewerbung um den Medin-Lehrstuhl
Die Gründe für den Selbstmord sind unbekannt, da Wickman keinen Abschiedsbrief oder andere Erklärungen hinterließ. Kollegen berichteten, dass ihm die gescheiterte Bewerbung um die Professur für Pädiatrie am Karolinska-Institut, die bis 1914 Karl Oskar Medin innehatte, schwer zusetzte. Als die Stelle 1912 ausgeschrieben wurde, rechnete sich Wickman große Chancen aus, Nachfolger seines Mentors zu werden. Die Berufungskommission zog jedoch im Dezember 1913 einen seiner beiden Mitbewerber vor. Die Mitglieder der Kommission machten ihm einerseits zum Vorwurf, in seiner Forschung keine Breite nachgewiesen zu haben; allein die Hälfte seiner insgesamt 22 wissenschaftlichen Arbeiten hätte die Kinderlähmung zum Gegenstand gehabt. Andererseits wog schwer, dass Wickman einer öffentlichen Lehrprobe, einem wichtigen Bestandteil des Bewerbungsverfahrens, ferngeblieben war. Er hatte sich mit Hinweis auf seine „Schlaflosigkeit“ krankschreiben lassen und lediglich ein Attest von Professor Czerny vorgelegt, der seinem Assistenten gute didaktische Fähigkeiten bescheinigte. Vieles spricht dafür, dass Wickman die öffentliche Vorlesung scheute, weil er als Stotterer unter einer erheblichen Störung seines Redeflusses litt.

## Erforschung der Poliomyelitis

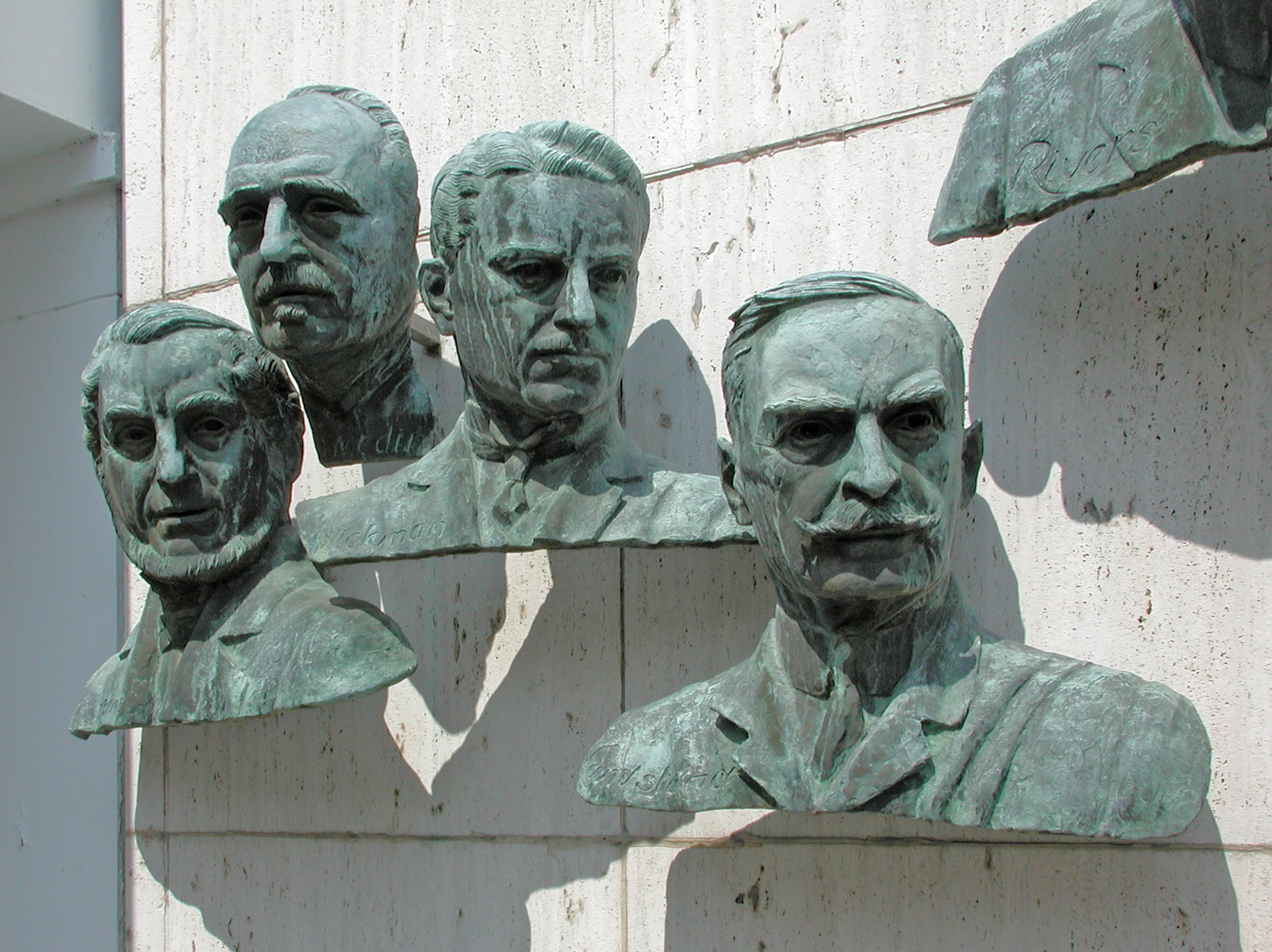
Die Polioforscher Heine, Medin, Wickman und Landsteiner (v. l. n. r.), Büsten in der Polio Hall of Fame

In der Nachfolge von Jakob von Heine, Karl Oskar Medin und Adolf von Strümpell bestätigte Wickman mit detaillierten klinischen und epidemiologischen Studien die seinerzeit noch sehr umstrittene Hypothese, dass die Poliomyelitis durch Körperkontakt übertragen wird. Anschauungsmaterial lieferte ihm vor allem die große schwedische Epidemie im Jahr 1905 mit insgesamt 1031 registrierten Fällen. Am Beispiel des kleinen Kirchspieles Trästena in der heutigen Gemeinde Töreboda zeigte er auf, dass Personen mit großer Kontaktfläche leichter Opfer der Krankheit wurden. Innerhalb von nur sechs Wochen hatten sich 49 Kinder neu infiziert. Er machte zunächst die Beobachtung, dass sich die Krankheit entlang der Straßen und der Eisenbahnlinie ausbreitete. Nach wochenlangen Feldstudien gelang Wickman der Nachweis, dass die öffentliche Schule des Ortes eine wichtige Rolle bei der Streuung der von ihm so genannten Heine-Medinschen Krankheit spielte.
Wickman verfasste viele seiner Artikel und Bücher auf Deutsch, teilweise wurden sie rasch ins Englische übersetzt. In diesen Arbeiten stufte er die Poliomyelitis als hochinfektiös ein. Er riet dazu, die sogenannten „milden Fälle“, d. h. abortive (kurzfristige) und nicht-paralytische Krankheitsverläufe, ebenso ernst zu nehmen wie die schwerwiegenden Fälle mit Lähmungserscheinungen, da sie einen wesentlichen Beitrag zur Verbreitung der Epidemie leisten würden. Dabei vertrat er die Ansicht, dass auch scheinbar gesunde Personen die Erreger übertragen können. Wickman stellte erstmals fest, dass es sich bei der Poliomyelitis nicht ausschließlich, ja nicht einmal hauptsächlich um eine Erkrankung des zentralen Nervensystems handelte. Aufgrund seiner Beobachtungen errechnete er, dass von einer Inkubationszeit von drei bis vier Tagen auszugehen sei.
Als dem Wiener Arzt Karl Landsteiner und seinem Assistenten Erwin Popper 1908 die
Übertragung von polioähnlichen Symptomen auf einen Pavian gelang und die Mikrobiologen sie daraufhin als Entdecker des Poliovirus zu feiern begannen, hatte dies für die weitere Arbeit Wickmans nur geringe Auswirkungen. Er selbst hatte die Isolierung des Krankheitserregers vorausgesagt, sich in seinen Forschungen aber nie auf die Virologie konzentriert.
Bei seiner Namensgebung („Heine-Medinsche Krankheit“) folgte Wickman einem Hinweis von Sigmund Freud, der die Benennung einer Krankheit nach ihren Entdeckern für unverfänglicher hielt als die nach Symptomen oder Erregern. Wickman hatte erkannt, dass die Grundlagenarbeiten von Heine zur Spinalen Kinderlähmung und von Medin zur Poliomyelitis jeweils nur Teilaspekte der Krankheit abdeckten. Der von Wickman in die Medizin eingeführte Begriff sollte sich jedoch nicht durchsetzen.

## Nachwirkung und postume Ehrungen

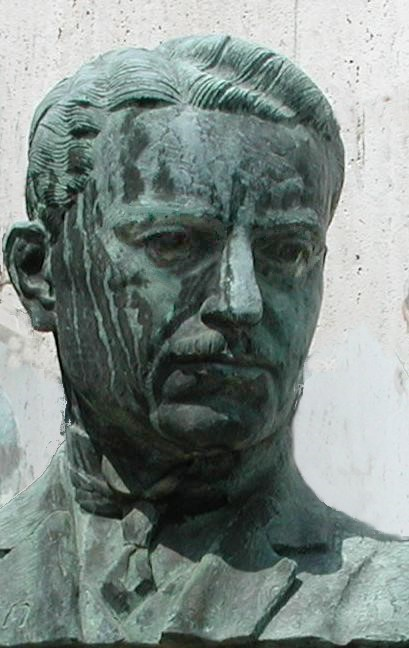
Detail: Bronzebüste von Ivar Wickman

Über enge Fachkreise hinaus genoss Ivar Wickmans Forschung zunächst nur wenig Anerkennung. Würdigungen wie die seines Kollegen Arnold Josefsson bildeten die Ausnahme. Er schrieb nach dem frühen und tragischen Tod Wickmans in seinem Nachruf:

„Med Ivar Wickman förlorar icke blott vårt land, utan hela den medicinska världen en märkesman.“

„Mit Ivar Wickman verliert nicht nur unser Land, sondern die gesamte medizinische Welt eine führende Persönlichkeit.“

Inzwischen zählt er jedoch zu den Pionieren der Erforschung der Kinderlähmung. Der schwedische Bildhauer Carl Eldh schuf ihm zu Ehren 1923 ein Wandrelief in Stockholm. 1958 wurde eine Büste von ihm in der in Warm Springs, Georgia, USA, errichteten Polio Hall of Fame enthüllt, in der insgesamt 15 bedeutende Polioforscher und zwei Förderer der Wissenschaftler verewigt sind. Die von Wickman 1907 vorgenommene Kategorisierung der unterschiedlichen Typen von Poliomyelitis wird heutzutage von der Europäischen Region der Weltgesundheitsorganisation (WHO) als einer der „Meilensteine“ der Eradikation (Keimeliminierung) der Poliomyelitis bewertet.
Andererseits gab der Polioforscher und Autor John R. Paul noch 1971 zu bedenken:

“Considering the importance of the contributions of Ivar Wickman, I do not believe that his work is fully appreciated today.”

„Bedenkt man die Bedeutung des Beitrags von Ivar Wickman, so bin ich der Überzeugung, dass seine Leistung heute nicht genügend anerkannt ist.“

## Schriften
- Studien über Poliomyelitis acuta. Zugleich ein Beitrag zur Kenntnis der Myelitis acuta. S. Karger, Berlin 1905 (zugl. Dissertation, Stockholm 1905)
- Beiträge zur Kenntnis der Heine-Medin’schen Krankheit (Poliomyelitis acuta und verwandter Erkrankungen). S. Karger, Berlin 1907.
- Om den s.k. akuta poliomyelitens uppträdande i Sverige 1905, Stockholm 1907 (schwedisch).
- Die akute Poliomyelitis bzw. Heine-Medinsche Krankheit. Mit zwölf Textabbildungen und zwei Tafeln. Springer, Berlin 1911.
- Die Spasmophilie der Kinder. In: Oswald Bumke u. a. (Hrsg.): Handbuch der Neurologie. Band 5: Spezielle Neurologie, Teil 4, Springer, Berlin 1914.